# Princess of the Nile
Princess of the Nile (bra A Princesa do Nilo) é um filme estadunidense de 1954, do gênero aventura histórica, dirigido por Harmon Jones.

## Elenco
- Debra Paget como Princesa Shalimar e Taura, a dançarina
- Jeffrey Hunter como Príncipe Haidi
- Michael Rennie como Rama Khan
- Dona Drake como Mirva
- Michael Ansara como Capitão Kral
- Edgar Barrier como Shaman
- Wally Cassell como Goghi
- Jack Elam como Basra
- Lisa Daniels como serva
- Phyllis Winger como serva
- Merry Anders como serva
- Honey Harlow como serva